# Megachile hilli
Megachile hilli is een vliesvleugelig insect uit de familie Megachilidae. De wetenschappelijke naam van de soort is voor het eerst geldig gepubliceerd in 1929 door Theodore Dru Alison Cockerell.
De soort is genoemd naar G.F. Hill, die ze ontdekte in Townsville (Queensland) in Australië.